# Isabella Beeton
Isabella Mary Beeton född Mayson 12 mars 1836, död 6 februari 1865, vanligtvis känd som Mrs Beeton, var en engelsk författare. Hon är känd för Mrs Beeton's Book of Household Management (1861), och räknas som en av de första kokboksförfattarna.  Hennes bok, liksom hennes bidrag till The Englishwoman's Domestic Magazine, gjorde att namnet "Mrs Beeton" kom att bli ett begrepp för husmoderlig auktoritet under den viktorianska epoken. 

## Biografi
Isabella Beeton var dotter till linnehandlaren Benjamin Mayson och Elizabeth Jerrom. Hon utbildade sig i konsten att baka bakelser och konditoribakverk. 
Hon gifte sig 1856 med utgivaren Samuel Orchart Beeton. Paret fick fyra barn. Efter en smekmånad i Paris bosatte de sig i London. Hennes make trodde på jämlikhet mellan kvinnor och män, och parets äktenskap beskrivs som ett förhållande mellan jämlikar. 
Hennes make utgav den populära brittiska damtidningen The Englishwoman's Domestic Magazine, och Isabella Beeton bidrog till denna från 1857 och framåt som journalist och redaktör. Hon översatte franskspråkig fiktion och skrev tidningens kokbokskolumn. Hon utgav 1861 den berömda kokboken Mrs Beeton's Book of Household Management, som blev en succé och gjorde hennes namn till en viktoriansk symbol för husmorsauktoritet. 

## Fiktion
2006 visade BBC The Secret Life of Mrs Beeton, med Anna Madeley i titelrollen.

### Fotnoter
1. ↑  ”Isabella Beeton: "Wife and Fellow Worker"”. Months of Edible Celebrations blog. 12 mars 2009. Arkiverad från originalet den 8 juli 2011. https://web.archive.org/web/20110708053710/http://monthsofediblecelebrations.blogspot.com/2009/03/isabella-beeton-wife-and-fellow-worker.html. Läst 26 juli 2010.
2. ↑  ”BBC4: The Secret Life of Mrs Beeton”. Arkiverad från originalet den 22 januari 2007. https://web.archive.org/web/20070122221956/http://www.bbc.co.uk/bbcfour/cinema/features/mrs-beeton.shtml. Läst 2 september 2012.